# Rhacophorus monticola
Espèce
Statut de conservation UICN

 VU  : Vulnérable
Rhacophorus monticola est une espèce d'amphibiens de la famille des Rhacophoridae.

## Répartition et habitat
Cette espèce est endémique de Sulawesi en Indonésie. Elle se rencontre au-dessus de 1 000 m d'altitude,.
Elle vit dans les forêts de montagne.

## Publication originale
- Boulenger, 1896 : Descriptions of new Reptiles and Batrachians collected in Celebes by Drs. P. and F. Sarasin. Annals and Magazine of Natural History, sér. 6, vol. 17, p. 393-395 (texte intégral).